# Portland Cementfabrik Oppeln
Die Portland Cementfabrik Oppeln war ein deutsches Unternehmen auf dem Gebiet der Zementindustrie in Oppeln (Oberschlesien), zuletzt in Lautenthal im Harz. Sie bestand von 1906 bis 1958.

## Geschichte
Das Unternehmen wurde mit einem Grundkapital von M 2.000.000,00 als Portland Cement-Fabrik "Stadt Oppeln" A.-G. im Jahr 1906 gegründet. Die neu errichtete Fabrik in Oppeln ging im November 1908 in Betrieb. 
Ab 1938 trug die Firma den Namen Portland-Cement- und Kalkwerke „Stadt Oppeln“. Zuletzt war die O.M.Z Vereinigte Ost- und Mitteldeutsche Zement AG Großaktionär.
Nach 1945 wurde der Sitz nach Lautenthal im Harz verlegt und die Gesellschaft 1958 schließlich aufgelöst.